# Battincourt
Battincourt (luxemburgisch Bettenuwen/Bätem, deutsch Bettenhofen) ist ein Dorf in der belgischen Gemeinde Ibbingen in der Provinz Luxemburg der Wallonischen Region.